# Geração à Rasca
O protesto da Geração à Rasca foi um conjunto de manifestações ocorridas em Portugal e noutros países - nestes últimos, por parte de portugueses -, no dia 12 de Março de 2011. Foi uma maiores manifestações não vinculadas a partidos políticos desde a Revolução dos Cravos e o primeiro grande evento convocado através da Internet em Portugal.
Um evento no Facebook e um blogue, criados por um grupo de amigos -  Alexandre de Sousa Carvalho, António Frazão, João Labrincha e Paula Gil - foram o ponto de partida para o movimento de protesto, autointitulado "apartidário, laico e pacífico" e que reivindicava melhorias nas condições de trabalho, como o fim da precariedade. O manifesto incitava à participação numa manifestação dos "desempregados, “quinhentos-euristas” e outros mal remunerados, escravos disfarçados, subcontratados, contratados a prazo, falsos trabalhadores independentes, trabalhadores intermitentes, estagiários, bolseiros, trabalhadores-estudantes, mães, pais e filhos de Portugal".

## Antecedentes

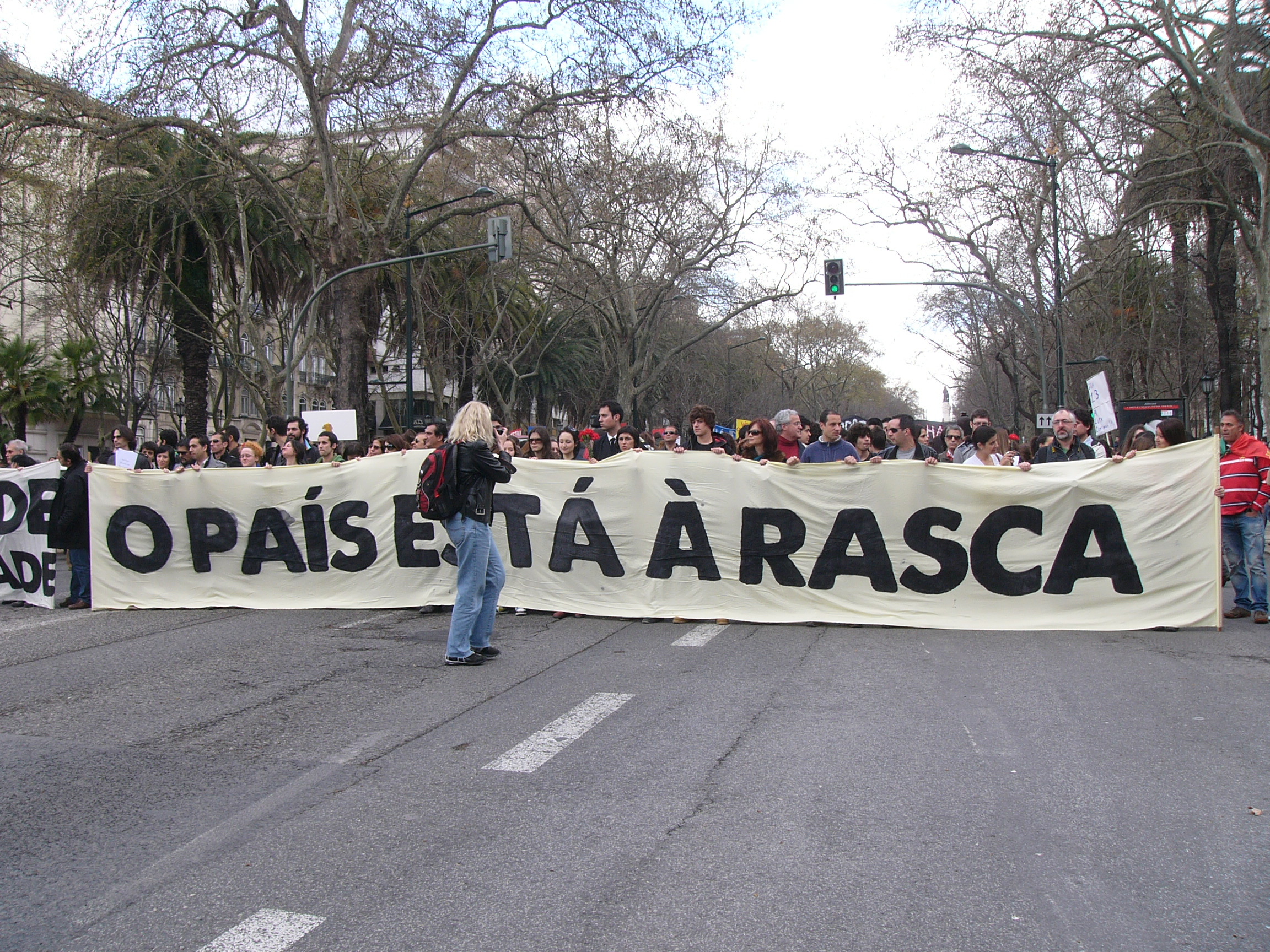
Frente da manifestação em Lisboa.

O nome é um jogo de palavras usado para descrever a geração que protestou durante os anos 90 do século XX, apelidada «Geração Rasca» por Vicente Jorge Silva, em 1994. Aquando destas manifestações estudantis contra o aumento das propinas, sendo ministro da Educação Couto dos Santos e, depois, nas manifestações contra a prova global, com a ministra Manuela Ferreira Leite, tinham sido gritados slôganes obscenos e alguns estudantes tinham baixado as calças, mostrando as nádegas.

### Canção dos Deolinda
A iniciativa inspirou-se na canção dos Deolinda de 2011, "Parva que Sou", que fala sobre a precariedade laboral que afetava - e ainda afeta, à data de 2021 - milhares de portugueses, em particular licenciados:
Que mundo tão parvo

Onde para ser escravo é preciso estudar
Os membros da banda não participaram nos protestos, embora se tenham solidarizado com os manifestantes.

### Homens da Luta e o Festival da Canção
A vitória dos Homens da Luta com a canção "A Luta é Alegria", no Festival RTP da Canção de 2011, uma canção humorística inspirada nas canções revolucionárias de Zeca Afonso, veio trazer ainda mais aderentes às manifestações do dia 12 de março.

## Protesto

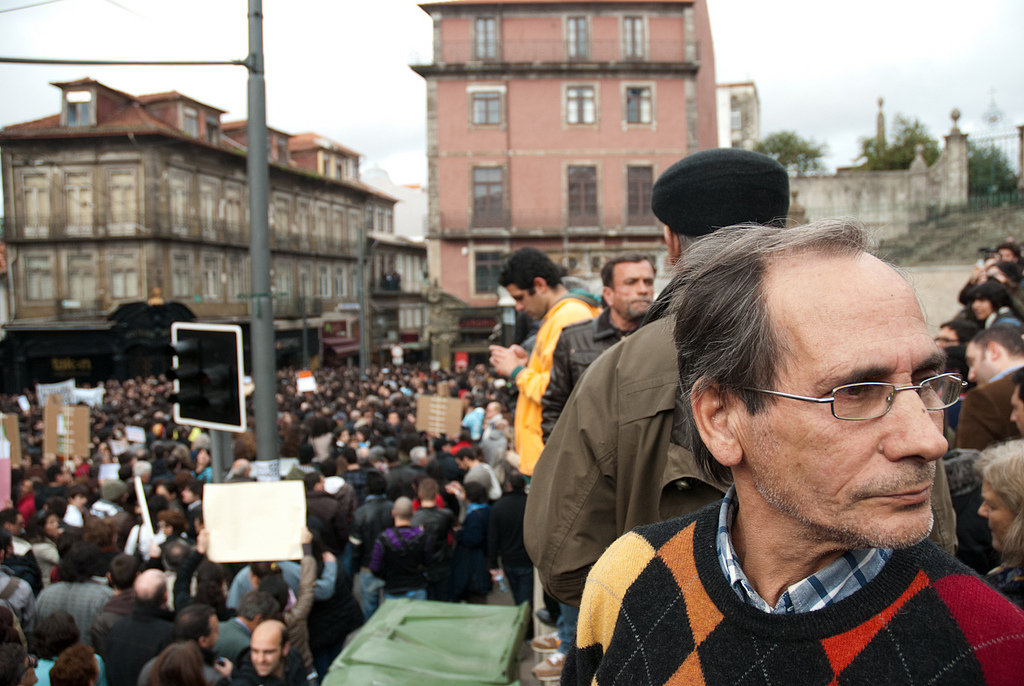
Manifestantes no Porto.

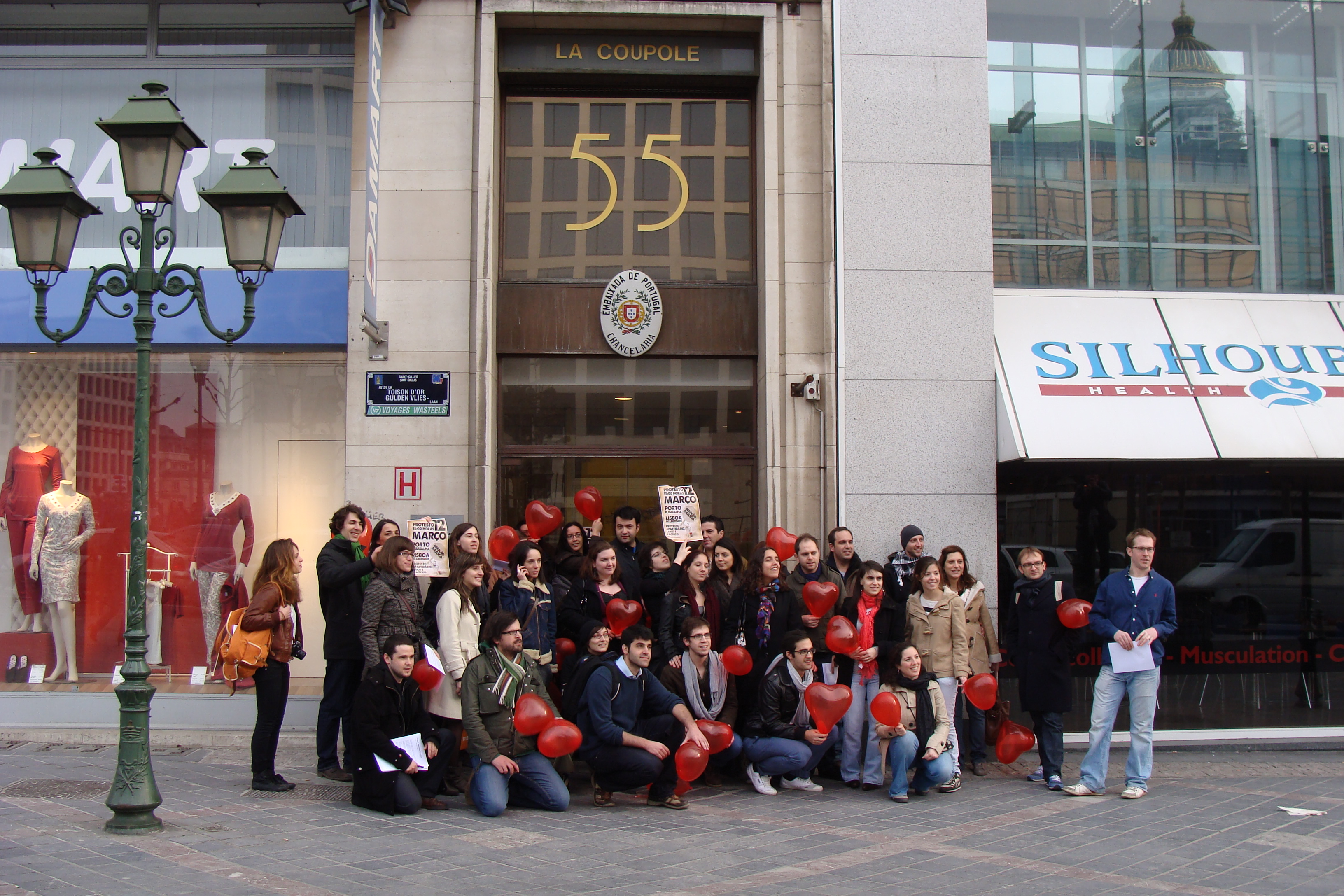
Manifestantes em Bruxelas, Bélgica.

O protesto encheu a Avenida da Liberdade, em Lisboa. As estimativas para o número de pessoas presentes no protesto em Lisboa variaram entre as 200 000 e as 300 000 pessoas. Houve também manifestações no Porto (80 000 pessoas), Funchal, Ponta Delgada, Viseu, num total de 11 cidades portuguesas. Houve também manifestações mais pequenas em Barcelona, Londres, Berlim, Haia, Madrid, Liubliana, Luxemburgo, Bruxelas, Maputo, Nova Iorque, Copenhaga e Estugarda, em frente às embaixadas de Portugal. A Polícia de Segurança Pública estima a presença de 100 000 pessoas em Lisboa e 60 000 no Porto, enquanto a organização fala de 200 000 e 80 000, respectivamente.

## Reações
Miguel Sousa Tavares comentou no Jornal da Noite da SIC de 7 de março de 2011 que o movimento era demagógico, considerando que uma proposta de demitir todos os políticos vinha do mesmo movimento, o que veio a ser desmentido, apelidando, com um tom de desdém, os manifestantes de "deolindos" (referindo-se a "Parva que Sou") e afirmando o seguinte: "Eu talvez me engane, mas eu acho que a manifestação não terá grande sucesso, a menos que o Partido Comunista se associe a ela. Se tiver um grande sucesso, então quer dizer que a demagogia está em primeiro plano, está ativa."
O bispo do Porto, D. Manuel Clemente, disse em declarações à Rádio Renascença não ter ficado surpreendido com a dimensão da manifestação e que devia ser dada uma resposta por parte dos políticos. Em entrevista à Lusa, também afirmou que estes protestos eram "antes de mais, para respeitar muito" e "levar a sério", afirmando que não se pode relativizar o que fizeram jovens "que [viam] o seu futuro com uma grande interrogação".
Paulo Portas, líder do CDS-PP - que, então, estava a meses de se tornar Ministro dos Negócios Estrangeiros do 19º governo constitucional, que ficou conhecido pelas suas medidas de austeridade - afirmou a 11 de março de 2011 que "os partidos [políticos] devem resistir à tentação de colonizar" a manifestação e que os organizadores "não têm nenhuma obrigação de apresentar soluções".
Aquando do anúncio da receção do Prémio Pritzker, em 28 de março de 2011, Eduardo Souto de Moura disse, em conferência de imprensa, que receber esse prémio era bom porque "[…] Não há emprego, está tudo a emigrar. Temos bons arquitetos e a chamada Geração à Rasca está mesmo à rasca. E não há para onde ir. […]".

## Consequências

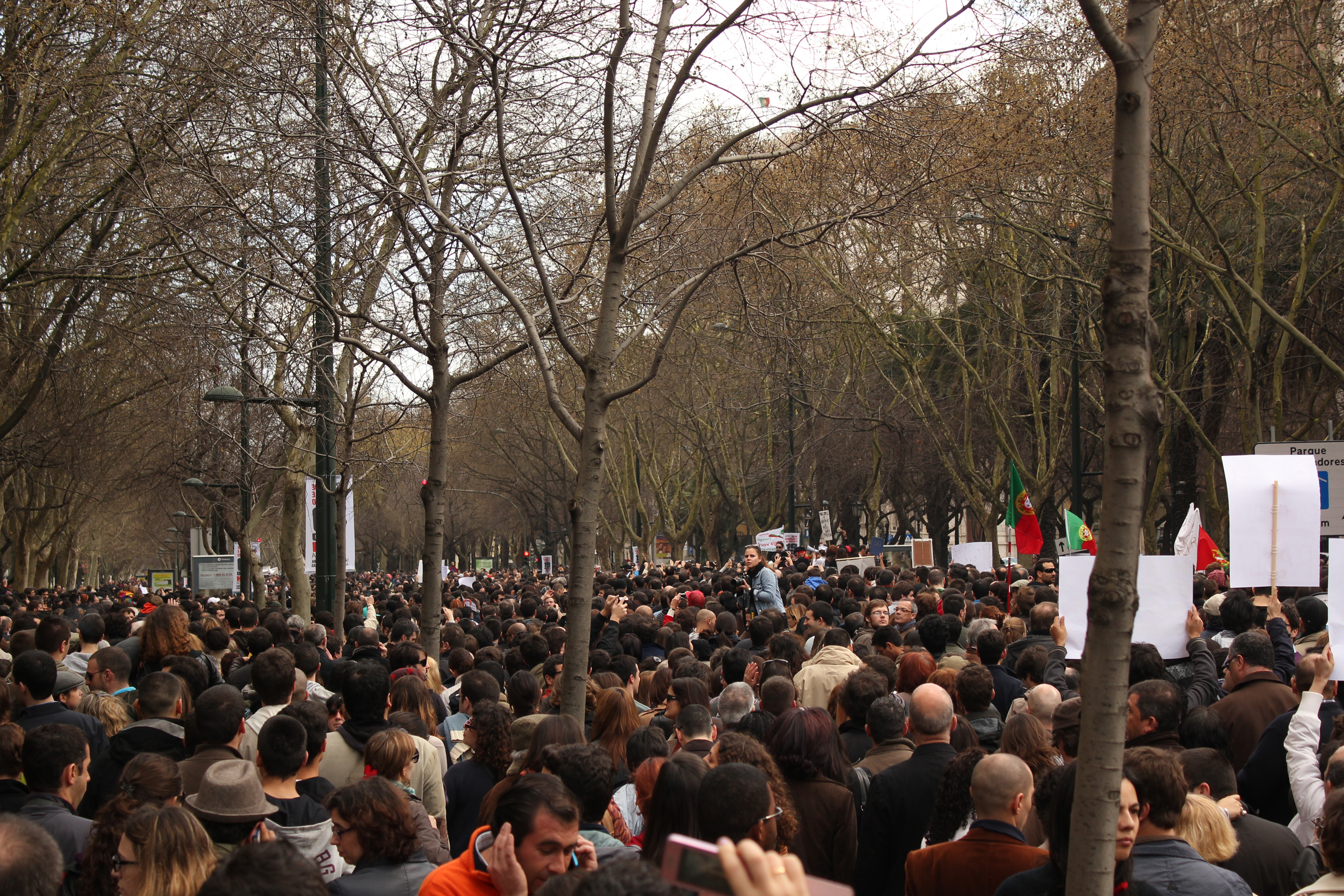
Manifestantes em Lisboa.

A 15 de março de 2011, João Labrincha, um dos organizadores do protesto, fez na RTP um balanço muito positivo da manifestação, apelidando-a de "dia histórico", com cerca de 400 mil pessoas estiveram nas ruas, e afirmando que "agora a luta tem que passar por todos", para que a energia desse dia não morra. Acusou ainda  o Primeiro-Ministro José Sócrates e Pedro Passos Coelho, líder do maior partido da oposição (o PSD), de "desfasamento face à realidade", por estes não terem feito comentários nem tido reação após a gigante manifestação.
Poucos dias após a manifestação da Geração à Rasca, Paula Gil afirmou que "o protesto não era o final [...] queríamos que as pessoas percebessem que a democracia não termina no direito ao voto".
Adolfo Mesquita Nunes, do CDS-PP, apresentou uma proposta de um pacote de 20 medidas urgentes para a "geração à rasca", incluindo que as universidades informem os alunos da empregabilidade dos cursos que lecionam, uma maior flexibilidade do mercado de trabalho e a liberalização do mercado de arrendamento.
A 23 de março de 2011, José Sócrates apresenta a sua demissão como primeiro-ministro de Portugal, após um chumbo no Parlamento a medidas de austeridade propostas no âmbito do Pacto de Estabilidade e Crescimento.
Na sequência da marcação de eleições legislativas, o Bloco de Esquerda lançou uma campanha intitulada Retratos da Geração à Rasca.
A 15 de abril de 2011, os organizadores iniciais do protesto fundam o Movimento 12 de Março. A esse pequeno grupo de jovens juntaram-se outros ativistas, com o desejo de criar um movimento com o objetivo de "fazer de cada cidadão um político" (expressão originária de um pensamento de José Saramago), prometendo ser "uma voz ativa na promoção e defesa da democracia em todas as áreas da [vida das pessoas]".
A 19 de abril de 2011, o Movimento 12 de Março, os Precários Inflexíveis, o FERVE e os Intermitentes do Espetáculo e do Audiovisual lançaram uma Lei Contra a Precariedade.
A partir de 15 de maio de 2011, manifestações semelhantes ocorreram em Espanha, inspiradas nos protestos em Portugal. Os organizadores do movimento Democracia Real Já apontam a Geração à Rasca como uma referência, pois em Espanha falava-se, como afirmou José David (um dos organizadores do movimento, com o seguinte: "Muito do que estava a acontecer em Portugal e deu-nos vergonha que [em Espanha] não tivéssemos feito nada. Em Portugal, mostraram que não se deve ter medo, que se deve sair à rua".
A 22 de maio de 2011, no primeiro dia de campanha eleitoral para as legislativas antecipadas, o Movimento 12 de Março lançou uma campanha paralela pela realização de uma Auditoria Cidadã à Dívida Pública, que se formalizou oficialmente na Convenção de Lisboa realizada a 17 de dezembro de 2011, onde foi criada uma "Comissão de Auditoria", na qual muitas outras pessoas e coletivos se vieram a integrar, através de um movimento que adotou o nome de Iniciativa para uma Auditoria Cidadã à Dívida Pública.
A 15 de outubro de 2011, o Movimento 12 de Março fez parte da plataforma de movimentos sociais que organizaram uma manifestação em Lisboa, naquele que ficou conhecido como o primeiro protesto convocado à escala global.
Tanto o Movimento 12 de Março, como outros que surgiram após o Protesto da Geração à Rasca, mantêm-se atuantes em vários domínios da política, do ativismo e da cidadania.